# 두 번 기절하는 남자
두번 기절하는 남자(Sweet'n Short)는 남아프리카 공화국에서 제작된 그레이 호프메이어 감독의 1991년 코미디 영화이다. 레온 쉬스터 등이 주연으로 출연하였다.

## 출연

### 주연
- 레온 쉬스터
- 캐스퍼 데 브리스

### 조연
- 조안나 웨인버그